# Misna nakana
Misna nakana u Rimokatoličkoj Crkvi je nakana na koju svećenik prikazuje misu po darivateljevoj želji. Može biti za razne stvari. Uglavnom se misne nakane prikazuju za pokojnika. Preporučuje se i vrlo je pohvalno da nakane uključe i potrebe živih, potrebe Crkve, svijeta kao i naše osobne nakane. Također misne nakane mogu biti i zahvale ili na čast Majci Božjoj, svetcima, za zdravlje, Božji blagoslov u obitelji, sretan porod, dobro vrijeme, plodove zemlje, nova duhovna zvanja, sretan izbor bračnog druga, zahvala za obljetnicu braka itd.
Smije se samo jednu nakanu uzeti kao misnu nakanu za koju je svećenik primio dar. Ali, ako misu može služiti više svećenika, tj. koncelebrirati, što je preporučivo. Tada svaki svećenik ima pravo imati jednu nakanu po nakani darivatelja čiju je nakanu prije preuzeo. Svećenik koji slavi drugu misu u koncelebraciji ne smije uzeti dar. Naručitelj tj. davatelj dara smije u svoju nakanu uključiti više pokojnika, osim ako se radi o gregorijanskoj misi ili više drugih nakana. Tada svećenik može početkom mise (u uvodu ili u molitvi vjernika) spomenuti imena pokojnika ili nakanu darivatelja. Također može spomenuti i nakanu koja se slavi u nekoj drugoj crkvi, a u dogovoru s darivateljem koji se suglasio s odsluženjem nakane na drugom mjestu. Ne smije se udružiti više misnih nakana različitih darivatelja.
Kod svakog je svećenika moguće naručiti misnu nakanu. Kad ju primi, obvezan je izvršiti misu ili obvezati drugog svećenika izvršiti ju. Naručuje ih se kad radi župni ured, prije ili poslije mise u sakristiji te u prošteništima. Poželjno je dogovoriti i nadnevak i vrijeme, tako da obitelj i prijatelji mogu sudjelovati na misi. Ima župa gdje je mnoštvo misnih nakana pa svećenik fizički ne može dospjeti ih sve izvršiti. Tada se naručenu misu odsluži u drugim, slobodnim župama. Ako su misne nakane "nevezane" (na nadnevak, vrijeme i mjesto) svećenik ih predaje u biskupiju, gdje rasporede te nakane svećenicima na malim župama gdje nemaju dovoljno misnih nakana ili su u upravi biskupije ili opet umirovljenim svećenicima, misionarima i sl.  Male župe nemaju dovoljno misnih nakana u tjednu, pa u dogovoru s darivateljem, misu se odsluži u nekoj susjednoj župi.
Poželjna je stvar da kršćani kao vjernici, osobno ili u okviru obitelji, godišnje nanovo izaberu za koje i koliko će misnih nakana dati. Svakoj kršćanskoj obitelji bilo bi primjereno da u godinu dana daruje barem tri misne nakane: za pokojne po očevoj strani, po materinoj strani i za potrebe živih članova obitelji.
Kad se naruči misna nakana, plaća se misni dar (stipendij).